# 隆格内森林
隆格内森林（法語：Forêt de Longuenée，法語發音：[fɔʁɛ də lɔ̃ɡne]）是法国西部卢瓦尔河地区大区曼恩-卢瓦尔省的一片森林，位于昂热西北20千米处，占地约660.95公顷。